# OneAsia Tour 2011
De OneAsia Tour 2011 was het derde seizoen van de OneAsia Tour. Het seizoen begon in maart met het Indonesia PGA Championship en eindigde met het Australian PGA Championship in november. Er stonden tien toernooien op de kalender.

## Kalender
| Data  | Data  | Toernooi                                  | Stad                       | Winnaar            | Score | Score | Info                                       |
| ----- | ----- | ----------------------------------------- | -------------------------- | ------------------ | ----- | ----- | ------------------------------------------ |
| 27-03 | 30-03 | Indonesia PGA Championship                | Serpong, Tangerang         | Andre Stolz        | 274   | –14   |                                            |
| 21-04 | 24-04 | Volvo China Open                          | Peking                     | Nicolas Colsaerts  | 264   | –24   |                                            |
| 05-05 | 08-05 | GS Caltex Maekyung Open Golf Championship | Seoel                      | Kyung-tae Kim      | 267   | –21   |                                            |
| 19-05 | 21-05 | SK Telecom Open                           | Incheon                    | Kurt Barnes        | 202   | –14   | 54-holes (regenweer)                       |
| 02-06 | 05-06 | Nanshan China Masters                     | Shandong                   | Bi-o Kim po        | 278   | –10   | Vorige edities als The Midea China Classic |
| 14-07 | 17-07 | Indonesian Open                           | Serpong, Tangerang         | Thaworn Wiratchant | 275   | –13   |                                            |
| 11-08 | 14-08 | Thailand Open                             | Thailand                   | Andre Stolz        | 266   | –22   |                                            |
| 06-10 | 09-10 | Kolon Korea Open                          | Choongnam                  | Rickie Fowler      | 268   | –16   |                                            |
| 10-11 | 13-11 | Australian Open                           | Sydney, New South Wales    | Greg Chalmers      | 275   | –13   |                                            |
| 24-11 | 27-11 | Australian PGA Championship               | Sunshine Coast, Queensland | Greg Chalmers po   | 276   | –12   |                                            |

| po = winnaar na play-off |

## Order of Merit
De Order of Merit van dit seizoen werd gewonnen door de Australiër Andre Stolz.
| Nr. | Naam               | Prijzengeld ($) |
| --- | ------------------ | --------------- |
| 1   | Andre Stolz        | 464.811,83      |
| 2   | Kyung-tae Kim      | 327.178,09      |
| 3   | Thaworn Wiratchant | 235.812,50      |